# Station Litovel předměstí
Železniční stanice Litovel předměstí (Nederlands: Station Litovel předměstí, Tsjechisch vroeger: Litovel-Chořelice en Litovel pivovar en Duits vroeger: Littau Brauerei) is een spoorwegstation in de Tsjechische stad Litovel. Het station ligt aan spoorlijn 273 (die van Červenka, via Litovel, Senice na Hané en Kostelec na Hané, naar Drahanovice loopt) en lokaalspoorlijn 274 (die van Litovel naar Mladeč loopt). Het station is onder beheer van de SŽDC en wordt bediend door stoptreinen van de České Dráhy.
Behalve het station Litovel předměstí zelf, liggen ook de stations Litovel, Litovel město en Myslechovice in de stad Litovel.

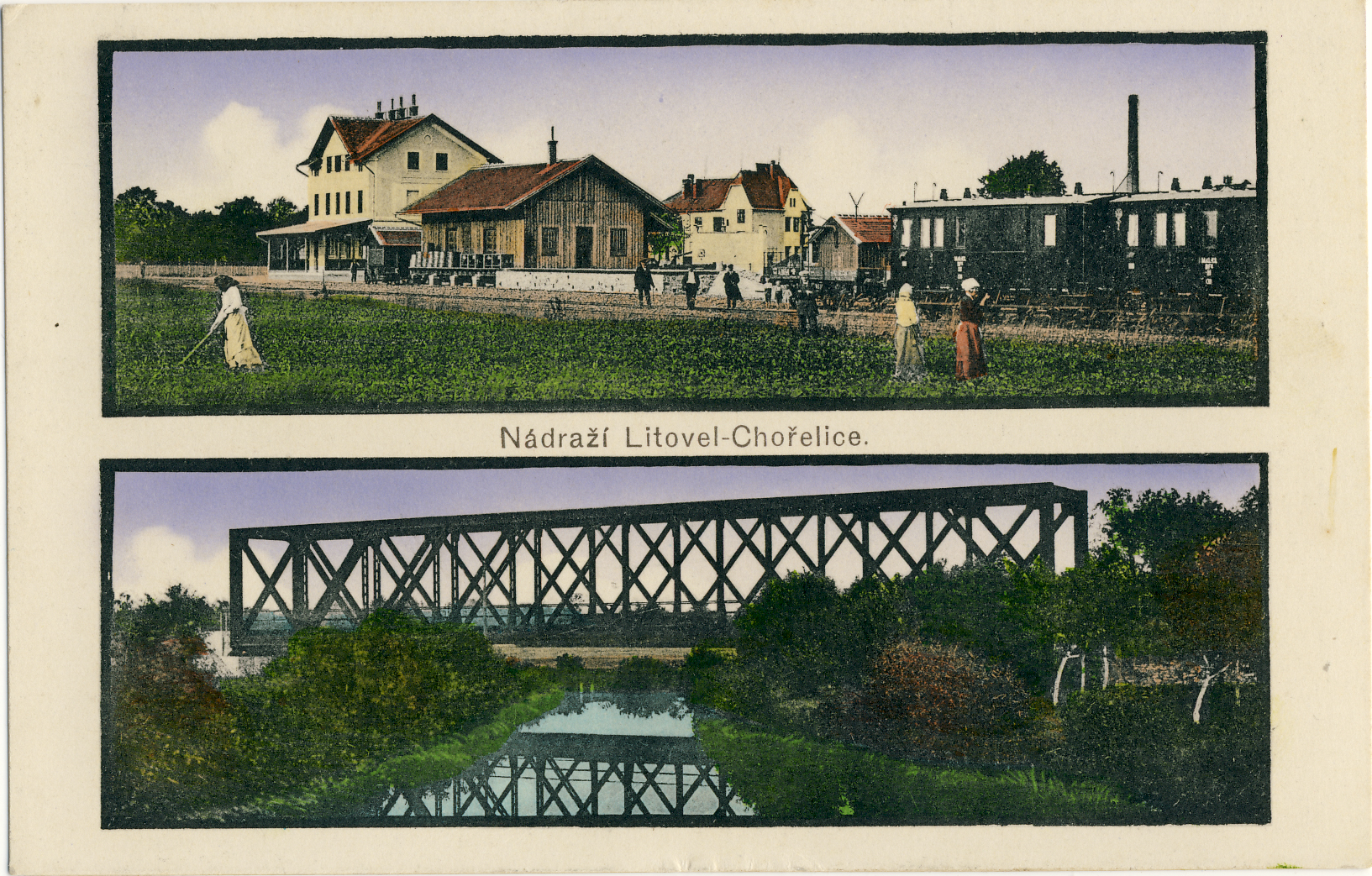
Een ansichtkaart uit 1915 met daarop het station, toen Litovel-Chořelice genaamd, en de 1 km noordelijker gelegen spoorbrug over de Morava.

Červenka ↔ Červenka zastávka ↔ Litovel ↔ Litovel město ↔ Litovel předměstí ↔ Myslechovice ↔ Cholina ↔ Odrlice ↔ Senice na Hané zastávka ↔ Senice na Hané ↔ Náměšť na Hané ↔ Drahanovice ↔ Slatinice ↔ Třebčín ↔ Kaple ↔ Čelechovice na Hané ↔ Kostelec na Hané ↔ Prostějov místní nádraží ↔ Prostějov hlavní nádraží
Litovel předměstí ↔ Chudobín ↔ Mladeč jeskyně ↔ Mladeč